# Norman Lear
Norman Milton Lear (New Haven, 27 de julio de 1922-Los Ángeles, 5 de diciembre de 2023) fue un escritor y productor de televisión y cine estadounidense. Se le atribuyen más de 100 producciones como productor, guionista y creador. Realizó varias sitcoms que fueron populares en los años 70', incluyendo All in the Family, Maude, Sanford and Son, One Day at a Time , The Jeffersons y Good Times. Lear continuó produciendo televisión de forma activa en los últimos años, incluyendo el remake de 2017 de One Day at a Time.
Recibió cinco Premios Emmy, la Medalla Nacional de las Artes, y el Kennedy Center Honors. También era activista político y financiaba causas y políticos liberales y progresistas. En 1980, fundó la organización People for the American Way para contrarrestar la influencia de la derecha cristiana en la política, y a comienzos de los 2000, armó un recorrido por la declaración de independencia de los Estados Unidos.

## Vida personal y muerte
Lear estuvo casado tres veces. Su primer matrimonio fue con Charlotte Rosen en 1943. Ellen Lear, su hija, nació en 1947. Se divorciaron en 1956.
Estuvo casado con Frances Loeb, editora de la revista Lear, de 1956 a 1985. Se separaron en 1983 y Loeb finalmente recibió 112 millones de dólares de Lear en su acuerdo de divorcio.  Kate Lear y Maggie Lear son sus dos hijas.
En 1987 se casó con la productora Lyn Davis, quien le sobrevive. Su hijo Benjamin (o Ben) Lear nació en 1988. Brianna Lear y Madelaine Lear son sus hijas gemelas.
De sus tres matrimonios tuvo seis hijos. Fue padrino de la actriz y cantante Katey Sagal. El 27 de julio de 2022 se hizo centenario.
Lear murió por causas naturales en su casa de Los Ángeles el 5 de diciembre de 2023, a la edad de 101 años.